# Ludwik Hirszfeld
Ludwik Hirszfeld (Varsavia, 1884 – Breslavia, 1954) è stato un biologo polacco.
Sottoposto di Emil von Dungern, fu docente di batteriologia all'università di Varsavia dal 1931.
Oltre che per aver scoperto un vaccino contro il tifo, è anche ricordato per la scoperta di una specie di batterio della salmonella (Salmonella hirszfeldi).
Inoltre introdusse la designazione con le lettere AB e 0 nel sistema dei gruppi sanguigni AB0, precedentemente chiamati coi numeri romani I, II, III e IV. Hirszfeld fu il primo a evidenziare il conflitto sierologico madre-figlio, che fu poi confermato dalla scoperta del fattore Rh. Su questa base sviluppò, negli ultimi anni della sua vita, una teoria "allergica" dell'aborto e proponeva una terapia antistaminica.
Hirszfeld ha anche studiato i tumori e la sierologia della tubercolosi.